# Wohnhaus Sepp (München)
Das Wohnhaus Sepp war ein neugotischer Wohnhausbau in der Schönfeldstraße 1a (heute Rheinbergerstraße 1a) in München in unmittelbarer Nähe des Herzog-Max-Palais an der Ludwigstraße.

## Baugeschichte
Das Haus wurde von 1854 bis 1856 von dem Architekten Matthias Berger für den Historiker Johann Nepomuk Sepp (1816–1909) errichtet. Sepp war ein Schüler von Joseph von Görres, der seit 1847 an der Universität München lehrte und ein führender Vertreter der klerikal-konservativen Partei war. Das Grundstück hatte Sepp 1854 aus dem Besitz von Georg Pschorr erworben. Das Haus wurde im Zweiten Weltkrieg durch Bomben zerstört und in den Jahren 1949 bis 1951 durch einen Neubau ersetzt.

## Bau
Das fünfgeschossige Haus mit nur drei Fensterachsen stand in Traufstellung zur Straße. „Mit den zinnenbekrönten Traufen und Ecktürmchen erhielt der skurrile Bau des fanatischen religiösen Eiferers im Volksmund bald den Beinamen ‚Burg Zion‘.“ Die Fassade war mit Figuren von Albertus Magnus, Wolfram von Eschenbach, Friedrich Wilhelm Joseph Schelling und Joseph von Görres geschmückt und am Eingang war ein patriotischer Spruch angebracht. Die Räume gruppierten sich um einen achteckigen Vorplatz und die Stockwerke waren nur über eine Wendeltreppe verbunden. Die geplante Hauskapelle wurde nicht verwirklicht. Das Haus besaß ein «dem Stile angepaßtes Meublement» sowie eine bedeutende Privatsammlung deutscher und italienischer mittelalterlicher Malerei. Die Fachpresse äußerte sich über das Gebäude überwiegend abfällig. Elemente der Fassadengestaltung wurden im (erhaltenen) Wohnhaus Blum aufgegriffen.